# Comuna Serhiivka, Iemilciîne
Serhiivka (în ucraineană Сергіївська сільська рада) este o comună în raionul Iemilciîne, regiunea Jîtomîr, Ucraina, formată din satele Serhiivka (reședința) și Zapruda.

## Demografie
Componența lingvistică a comunei Serhiivka
     Ucraineană (99,42%)
     Alte limbi (0,58%)
Conform recensământului din 2001, majoritatea populației comunei Serhiivka era vorbitoare de ucraineană (99,42%), existând în minoritate și vorbitori de alte limbi.